# Calmus
Calmus (en luxembourgeois : Kaalmes  et en allemand : Kalmus) est une section de la commune luxembourgeoise de Saeul située dans le canton de Redange.

## Histoire
Sous le règne du roi grand-duc Guillaume II, la commune de Calmus fusionne avec la commune de Saeul par décret du 8 août 1822.[Ce passage est incohérent].